# Бемидбар рабба
«Бемидбар рабба» — в иудаизме гомилетический мидраш (трактат) на библейскую Книгу Чисел.
В первом издании (Константинополь, 1512) назывался «Бемидбар Синай Рабба»; под этим же названием он часто цитируется Нахманидом (XIII век) и др. Являясь последним сборником коллекции «Раббот» (гомилетических сочинений и толкований к Пятикнижию), мидраш «Бамидбар рабба» не известен ни «Аруху» (1102), ни Раши (XI век), ни «Ялкуту».

## Содержание
Мидраш состоит из двух частей различного происхождения и объёма:
- 1-я часть (главы I—XIV; отделы «Бемидбар»[англ.] (на Чис. 1:1 — 4:20) и «Насо»[англ.] (на Чис. 4:21 — 7:89)) занимает почти 3/4 всей книги и, по мнению Бубера, вся заимствована из изданной им в 1885 году древней оксфордской рукописи «Танхума»[англ.] со значительными дополнениями из других источников;
- 2-я часть (XV—XXIII) почти дословно воспроизводит «Мидраш Танхума» старого издания, начиная с VIII главы Книги Чисел (Чис. 8)[2].

Первая часть мидраша характеризуется всеми признаками поздней агадической эпохи, содержит многое, что вполне могло бы принадлежать перу Моисея га-Даршана и соотноситься с «Мидраш Тадше». По мнению Цунца, рассматриваемое сочинение едва ли древнее XII века.